# Auguste Bastide d'Izard
Pour les articles homonymes, voir Izard (homonymie).
Auguste Bastide d'Izard est un homme politique français né le 19 juillet 1790 à Saint-Lys (Haute-Garonne) et MORT le 29 juillet 1867 à Toulouse (Haute-Garonne).

## Biographie
Propriétaire à Toulouse, il est député de la Haute-Garonne de 1832 à 1835, siégeant dans l'opposition.
Pierre Bastide d'Izard descendant de Auguste Bastide d'Izard est vice président du Mouvement de la Ruralité (ex CPNT) sur le département de l Hérault. En 2022 il se présente aux élections législatives de la 4ème circonscription de l'Hérault et obtient 578 voix soit 0.96% des suffrages exprimés. À la suite de la disparition dudit mouvement, il soutient depuis avril 2023 le Mouvement "Nouvelle Energie" initié par David Lisnard, maire de Cannes et Président de l'AMF.

## Sources
- « Auguste Bastide d'Izard », dans Adolphe Robert et Gaston Cougny, Dictionnaire des parlementaires français, Edgar Bourloton, 1889-1891 [détail de l’édition]